# Kanton Bourgogne
Bourgogne is een kanton van het Franse departement Marne. Het kanton maakt deel uit van het arrondissement Reims. De oppervlakte bedraagt 371.92 km². Het telde 28 005 inwoners in 2017, dat is een dichtheid van 75 inwoners/km².

## Gemeenten
Het kanton Bourgogne omvatte tot 2014 de volgende 24 gemeenten:
- Auménancourt
- Bazancourt
- Berméricourt
- Boult-sur-Suippe
- Bourgogne (hoofdplaats)
- Brimont
- Caurel
- Cauroy-lès-Hermonville
- Cormicy
- Courcy
- Fresne-lès-Reims
- Heutrégiville
- Isles-sur-Suippe
- Lavannes
- Loivre
- Merfy
- Pomacle
- Pouillon
- Saint-Étienne-sur-Suippe
- Saint-Thierry
- Thil
- Villers-Franqueux
- Warmeriville
- Witry-lès-Reims

Door de herindeling van de kantons bij decreet van 21 februari 2014, met uitwerking in maart 2015 werd het kanton gewijzigd en telde het 28 gemeenten.
Op 1 januari 2017 zijn de gemeenten Bourgogne en Fresne-lès-Reims samengevoegd tot de fusiegemeente Bourgogne-Fresne. Sindsdien omvat het kanton volgende 27 gemeenten : 
- Auménancourt
- Bazancourt
- Beine-Nauroy
- Berméricourt
- Berru
- Boult-sur-Suippe
- Bourgogne-Fresne (hoofdplaats)
- Brimont
- Caurel
- Cauroy-lès-Hermonville
- Cormicy
- Courcy
- Hermonville
- Heutrégiville
- Isles-sur-Suippe
- Lavannes
- Loivre
- Merfy
- Nogent-l'Abbesse
- Pomacle
- Pouillon
- Saint-Étienne-sur-Suippe
- Saint-Thierry
- Thil
- Villers-Franqueux
- Warmeriville
- Witry-lès-Reims